# FK Slavoj Český Krumlov
FK Slavoj Český Krumlov je český fotbalový klub z Českého Krumlova. V současnosti hraje soutěž Divize A. Největším úspěchem klubu bylo pětileté působení ve II. ČNFL (1981 – 1986). Předsedou klubu je Jiří Shrbený, manažerem Josef Sekyra, otec Luďka Sekyry. Své domácí zápasy odehrává na fotbalovém stadionu Český Krumlov s kapacitou 200 diváků. Klubové barvy jsou zelená a bílá.

## Historie
Jako první v Českém Krumlově existovaly německé fotbalové kluby DSV (1910) a DFK (1921). V roce 1932, konkrétně 13. srpna, oficiálně vznikl český klub SK Český Krumlov. Koncem roku 1948 se SK Český Krumlov sjednotil pod tělocvičnou organizaci Sokol, pod jejíž záštitou konal svou činnost několik let. V roce 1952 krumlovská tělovýchovná jednota
přijala název Slavoj, který nese až do současnosti. Do poloviny 70. let působili fotbalisté Slavoje v nižších krajských soutěžích, v roce 1975 však první mužstvo postoupilo z I. A třídy do krajského přeboru, kde účinkovalo 3 roky. V roce 1978 následoval postup do divize. Po třech letech mužstvo A divizi vyhrálo a postoupilo do II. národní fotbalové ligy. To je dosud největší úspěch českokrumlovské kopané. V této zlaté éře byl kapitánem mužstva záložník Ivan Novák, který do Slavoje přestoupil v roce 1979 z Dynama České Budějovice, odehrál v něm šest sezón a v divizi a II. NFL za něj nastřílel 36 gólů. Třetí nejvyšší soutěž hrál Slavoj se střídavými úspěchy pět sezón (postupně obsadil 14. místo, 9. místo, 12. místo, 11. místo, sestup) a v červnu 1986 sestoupil zpět do divize. Divizní soutěž hrál pak Slavoj až do roku 1997, kdy sestoupil do krajského přeboru, z něhož se pak později vrátil do divize.
- Antonín Španinger (1926–2010), mj. trenér A-mužstva TJ Slavoj Český Krumlov od začátku roku 1970 do konce sezony 1972/73

## Umístění v jednotlivých sezonách
| Česko (2002 – současnost) |                          |        |        |
| Sezóna                    | Soutěž                   | Úroveň | Pozice |
| 2001/02                   | Přebor Jihočeského kraje | 5.     | 2.     |
| 2002/03                   | Přebor Jihočeského kraje | 5.     | 1.     |
| 2003/04                   | Divize A                 | 4.     | 16.    |
| 2004/05                   | Přebor Jihočeského kraje | 5.     | 5.     |
| 2005/06                   | Přebor Jihočeského kraje | 5.     | 9.     |
| 2006/07                   | Přebor Jihočeského kraje | 5.     | 12.    |
| 2007/08                   | Přebor Jihočeského kraje | 5.     | 3.     |
| 2008/09                   | Přebor Jihočeského kraje | 5.     | 4.     |
| 2009/10                   | Přebor Jihočeského kraje | 5.     | 2.     |
| 2010/11                   | Přebor Jihočeského kraje | 5.     | 2.     |
| 2011/12                   | Divize A                 | 4.     | 14.    |
| 2012/13                   | Divize A                 | 4.     | 10.    |
| 2013/14                   | Divize A                 | 4.     | 11.    |
| 2014/15                   | Divize A                 | 4.     | 3.     |
| 2015/16                   | Divize A                 | 4.     | 10.    |
| 2016/17                   | Divize A                 | 4.     | 13.    |
| 2017/18                   | Divize A                 | 4.     | 14.    |
| 2018/19                   | Přebor Jihočeského kraje | 5.     | 5.     |
| 2019/20                   | Přebor Jihočeského kraje | 5.     | 2.     |
| 2020/21                   | Přebor Jihočeského kraje | 5.     | 1.     |
| 2021/22                   | Přebor Jihočeského kraje | 5.     | 1.     |
| 2022/23                   | Divize A                 | 5.     | 8.     |
| 2023/24                   | Divize A                 | 5.     | 11.    |
| 2024/25                   | Divize A                 | 5.     | 6.     |